# Az Amerikai Egyesült Államok az 1928. évi téli olimpiai játékokon
Az Amerikai Egyesült Államok a svájci St. Moritzban megrendezett 1928. évi téli olimpiai játékok egyik részt vevő nemzete volt. Az országot az olimpián 7 sportágban 24 sportoló képviselte, akik összesen 6 érmet szereztek.

## Érmesek
| Érem  | Versenyző                                                          | Sportág        | Versenyszám |
| ----- | ------------------------------------------------------------------ | -------------- | ----------- |
| Arany | Billy Fiske Clifford Grey Geoffrey Mason Richard Parke Nion Tocker | Bob            | Férfi ötös  |
| Arany | Jennison Heaton                                                    | Szkeleton      | Férfi       |
| Ezüst | Thomas Doe David Granger Jennison Heaton Lyman Hine Jay O'Brien    | Bob            | Férfi ötös  |
| Ezüst | John Heaton                                                        | Szkeleton      | Férfi       |
| Bronz | John O'Neil Farrell                                                | Gyorskorcsolya | Férfi 500 m |
| Bronz | Beatrix Loughran                                                   | Műkorcsolya    | Női egyéni  |

## Bob
| Versenyző                                                          | 1. futam | 1. futam | 2. futam | 2. futam | Összesítés | Összesítés |
| Versenyző                                                          | Idő      | Hely.    | Idő      | Hely.    | Idő        | Helyezés   |
| ------------------------------------------------------------------ | -------- | -------- | -------- | -------- | ---------- | ---------- |
| Jennison Heaton David Granger Lyman Hine Jay O'Brien Thomas Doe    | 1:42,3   | 8.*      | 1:38,7   | 1.       | 3:21,0     |            |
| Billy Fiske Nion Tocker Geoffrey Mason Clifford Grey Richard Parke | 1:38,9   | 1.       | 1:41,6   | 5.       | 3:20,5     |            |

* - egy másik csapattal azonos eredményt ért el

## Északi összetett
| Versenyző       | Sífutás | Sífutás | Sífutás | Síugrás    | Síugrás  | Síugrás | Síugrás | Összesítés | Összesítés |
| Versenyző       | Sífutás | Sífutás | Sífutás | 1. ugrás   | 2. ugrás | Össz.   | Össz.   | Összesítés | Összesítés |
| Versenyző       | Idő     | Pont    | Hely.   | Távolság   | Távolság | Pont    | Hely.   | Pont       | Helyezés   |
| --------------- | ------- | ------- | ------- | ---------- | -------- | ------- | ------- | ---------- | ---------- |
| Anders Haugen   | 2:30:30 | 0,000   | 31.     | 51,0       | 49,0     | 14,895  | 13.     | 7,447      | 25.        |
| Rolf Monsen     | 2:48:00 | 0,000   | 33.     | nem indult | kiesett  | kiesett | kiesett | kiesett    | kiesett    |
| Charles Proctor | 2:35:00 | 0,000   | 32.     | 47,0       | 51,5     | 14,417  | 15.     | 7,208      | 26.        |

## Gyorskorcsolya
| Versenyző           | Versenyszám | Eredmény | Helyezés |
| ------------------- | ----------- | -------- | -------- |
| Valentine Bialas    | 500 m       | 46,5     | 17.      |
| Valentine Bialas    | 1500 m      | 2:26,3   | 6.       |
| Valentine Bialas    | 5000 m      | 9:06,3   | 6.       |
| John O’Neil Farrell | 500 m       | 43,6     | **       |
| John O’Neil Farrell | 1500 m      | 2:26,8   | 8.       |
| John O’Neil Farrell | 5000 m      | 9:29,2   | 17.      |
| Irving Jaffee       | 500 m       | 45,2     | 11.**    |
| Irving Jaffee       | 1500 m      | 2:26,7   | 7.       |
| Irving Jaffee       | 5000 m      | 9:01,3   | 4.       |
| Eddie Murphy        | 500 m       | 44,9     | 10.      |
| Eddie Murphy        | 1500 m      | 2:25,9   | 5.       |
| Eddie Murphy        | 5000 m      | 9:19,5   | 14.      |

* - egy másik versenyzővel azonos eredményt ért el
** - két másik versenyzővel azonos eredményt ért el

## Műkorcsolya
| Versenyző                         | Versenyszám  | Kötelező elemek   | Kötelező elemek | Kűr               | Kűr   | Összesítés                     | Összesítés                     | Összesítés                     | Összesítés                     | Összesítés                     | Összesítés                     | Összesítés                     | Összesítés                     | Összesítés                     | Összesítés        | Összesítés  | Összesítés | Összesítés |
| Versenyző                         | Versenyszám  | Kötelező elemek   | Kötelező elemek | Kűr               | Kűr   | Helyezési pontszámok bírónként | Helyezési pontszámok bírónként | Helyezési pontszámok bírónként | Helyezési pontszámok bírónként | Helyezési pontszámok bírónként | Helyezési pontszámok bírónként | Helyezési pontszámok bírónként | Helyezési pontszámok bírónként | Helyezési pontszámok bírónként | Több. hely. száma | Hely. össz. | Pont       | Helyezés   |
| Versenyző                         | Versenyszám  | Több. hely. száma | Hely.           | Több. hely. száma | Hely. | 1                              | 2                              | 3                              | 4                              | 5                              | 6                              | 7                              | 8                              | 9                              | Több. hely. száma | Hely. össz. | Pont       | Helyezés   |
| --------------------------------- | ------------ | ----------------- | --------------- | ----------------- | ----- | ------------------------------ | ------------------------------ | ------------------------------ | ------------------------------ | ------------------------------ | ------------------------------ | ------------------------------ | ------------------------------ | ------------------------------ | ----------------- | ----------- | ---------- | ---------- |
| Roger Turner                      | Férfi egyéni | 4×8+              | 8.              | 4×10+             | 11.   | 9,0                            | 9,0                            | 9,0                            | 6,0                            | 12,0                           | 9,0                            | 13,0                           |                                |                                | 5×9+              | 67,0        | 2245,50    | 10.        |
| Sherwin Badger                    | Férfi egyéni | 4×12+             | 13.             | 6×11+             | 9.    | 12,0                           | 12,0                           | 12,0                           | 5,0                            | 10,0                           | 11,0                           | 11,0                           |                                |                                | 4×11+             | 73,0        | 2209,50    | 11.        |
| Nathaniel Niles                   | Férfi egyéni | 7×17+             | 17.             | 5×14+             | 13.   | 16,0                           | 15,0                           | 16,0                           | 13,0                           | 15,0                           | 16,0                           | 12,0                           |                                |                                | 4×15+             | 103,0       | 1910,25    | 15.        |
| Beatrix Loughran                  | Női egyéni   | 5×6+              | 4.              | 4×6+              | 5.    | 7,0                            | 3,0                            | 2,0                            | 4,0                            | 1,0                            | 6,0                            | 5,0                            |                                |                                | 4×4+              | 28,0        | 2254,50    |            |
| Maribel Vinson                    | Női egyéni   | 4×3+              | 3.              | 4×7+              | 6.    | 4,0                            | 5,0                            | 5,0                            | 3,0                            | 3,0                            | 4,0                            | 8,0                            |                                |                                | 4×4+              | 32,0        | 2224,50    | 4.         |
| Theresa Blanchard                 | Női egyéni   | 4×10+             | 9.              | 4×12+             | 14.   | 11,0                           | 10,0                           | 16,0                           | 9,0                            | 7,0                            | 11,0                           | 13,0                           |                                |                                | 5×11+             | 77,0        | 1970,25    | 10.        |
| Beatrix Loughran Sherwin Badger   | Páros        |                   |                 |                   |       | 1,0                            | 9,0                            | 5,0                            | 3,0                            | 5,0                            | 4,0                            | 5,0                            | 7,0                            | 4,0                            | 7×5+              | 43,0        | 87,50      | 4.         |
| Theresa Blanchard Nathaniel Niles | Páros        |                   |                 |                   |       | 8,5                            | 8,0                            | 12,0                           | 7,0                            | 9,0                            | 8,0                            | 12,0                           | 9,0                            | 7,0                            | 7×9+              | 80,5        | 69,00      | 9.         |

## Sífutás
| Versenyző       | Versenyszám | Eredmény | Helyezés |
| --------------- | ----------- | -------- | -------- |
| Anders Haugen   | 18 km       | 2:30:30  | 43.      |
| Rolf Monsen     | 18 km       | 2:48:00  | 45.      |
| Charles Proctor | 18 km       | 2:35:00  | 44.      |

## Síugrás
| Versenyző       | 1. ugrás | 2. ugrás | Összesítés | Összesítés |
| Versenyző       | Távolság | Távolság | Pont       | Helyezés   |
| --------------- | -------- | -------- | ---------- | ---------- |
| Anders Haugen   | 51,0     | 53,0     | 15,291     | 18.        |
| Rolf Monsen     | 53,0     | 59,5     | 16,687     | 6.         |
| Charles Proctor | 49,0     | 56,0     | 15,583     | 14.        |

## Szkeleton
| Versenyző       | 1. futam | 1. futam | 2. futam | 2. futam | 3. futam | 3. futam | Összesítés | Összesítés |
| Versenyző       | Idő      | Hely.    | Idő      | Hely.    | Idő      | Hely.    | Idő        | Helyezés   |
| --------------- | -------- | -------- | -------- | -------- | -------- | -------- | ---------- | ---------- |
| John Heaton     | 1:01,4   | 2.       | 1:00,4   | 2.       | 1:01,0   | 1.       | 3:02,8     |            |
| Jennison Heaton | 1:00,2   | 1.       | 1:00,2   | 1.       | 1:01,4   | 2.*      | 3:01,8     |            |

* - egy másik versenyzővel azonos eredményt ért el